# Władimir Pirożkow
Władimir Pietrowicz Pirożkow (ros. Влади́мир Петро́вич Пирожко́в, ur. 28 lipca 1924 w Zmieinogorsku, zm. 9 stycznia 2009 w Moskwie) – zastępca przewodniczącego KGB ZSRR (1971-1991), generał pułkownik.

## Życiorys
Od września 1941 pracował w stanicy maszynowo-traktorowej, w maju 1942 ochotniczo zgłosił się na front. Dowódca oddziału 316 gwardyjskiego pułku Stawki Najwyższego Naczelnego Dowództwa, brał udział w wielu strategicznych operacjach Armii Czerwonej, m.in. zajęciu Mińska, Warszawy i zdobyciu Berlina. Wojnę zakończył w stopniu starszego sierżanta oddziału wywiadu artyleryjskiego. Uczestnik Parady Zwycięstwa w Berlinie. 
Po wojnie był funkcjonariuszem państwowym w Kraju Ałtajskim, 1946 przyjęty do WKP(b), 1957 ukończył Wyższą Szkołę Partyjną przy KC KPZR, działacz Komsomołu i KPZR. Od 1946 sekretarz Komitetu Rejonowego Komsomołu w rodzinnym mieście, od 1951 sekretarz ds. Kadr i II sekretarz Ałtajskiego Komitetu Krajowego Komsomołu. Później instruktor Ałtajskiego Komitetu Krajowego KPZR, I sekretarz Komitetu Rejonowego KPZR, kierownik oddziału organów partyjnych, od maja 1967 sekretarz, a od marca 1968 II sekretarz Ałtajskiego Krajowego Komitetu KPZR. W 1968 decyzją Biura Politycznego KC KPZR został przeniesiony do pracy w KGB na stanowisko kierownika Zarządu Kadr KGB, 30 września 1968 mianowany pułkownikiem, a 17 grudnia 1969 generałem majorem bezpieczeństwa państwowego. 1970-1971 sekretarz komitetu partyjnego KGB, od 12 marca 1971 do 29 stycznia 1991 zastępca przewodniczącego KGB ZSRR, od 17 grudnia 1973 w stopniu generała porucznika, a od 20 kwietnia 1984 - generała pułkownika. Po przejściu na emeryturę był przewodniczącym Rady Weteranów Federalnej Służby Bezpieczeństwa Federacji Rosyjskiej.

## Odznaczenia
- Order Lenina (dwukrotnie)
- Order Rewolucji Październikowej
- Order Wojny Ojczyźnianej I klasy
- Order Czerwonego Sztandaru Pracy (trzykrotnie)
- Order Wojny Ojczyźnianej II klasy
- Order Honoru
- Order Przyjaźni (Rosja)
- Odznaka "Honorowy Funkcjonariusz Bezpieczeństwa"

I 52 medale.